# Noureddine Medjehoud
Noureddine Medjehoud (arabisch نور الدين مجهود; * 24. Dezember 1975) ist ein ehemaliger algerischer Boxer, Vizeweltmeister von 1995 und Olympiateilnehmer von 1996 und 2000.

## Boxkarriere
Im Juli 1992 gewann er den Balaton Cup in Siófok, wobei er im Fliegengewicht Matthias Hamann aus Deutschland (12:8), Laszlo Komjathi aus Ungarn (18:12) und Alexander Maletin aus Russland (32:17) bezwang. Im Oktober desselben Jahres startete er zudem bei den 7. Juniorenweltmeisterschaften in Montreal, wo er jedoch dem späteren Silbermedaillengewinner Cristian Boiteanu aus Rumänien (5:7) unterlag.
1994 erreichte er den zweiten Platz im Federgewicht, bei den 9. Afrikanischen Meisterschaften in Johannesburg. Im Juni desselben Jahres nahm er zudem am 7. Weltcup in Bangkok teil, wo er in der Vorrunde gegen Mahamatkadir Abdullajew aus Usbekistan (6:3) siegte, jedoch anschließend gegen Joel Casamayor aus Kuba (3:11) eine Niederlage hinnehmen musste.
Sein größter Erfolg gelang ihm bei den 8. Weltmeisterschaften im Mai 1995 in Berlin, wo er die Silbermedaille im Federgewicht erkämpfen konnte. Er bezwang dabei in der Vorrunde Maciej Zegan aus Polen (9:7), im Achtelfinale den überragenden Floyd Mayweather Jr. aus den USA (8:6), im Viertelfinale Ulugbek Ibragimow aus Usbekistan (9:6) und im Halbfinale Vidas Bičiulaitis aus Litauen (10:1). Erst im Finalkampf, wurde er von Serafim Todorow aus Bulgarien (4:10) besiegt. Er wurde damit einziger algerischer Medaillengewinner der WM, da seine Landsleute Hocine Soltani, Mohamed Bahari, Mohamed Benguesmia und Abdelaziz Boulahia bereits auf dem Weg ins Halbfinale ausgeschieden waren. Er war somit der erste algerische Boxer, der bei Weltmeisterschaften in ein Finale vordringen konnte. Erst 2013 konnte erneut ein Algerier (Mohamed Flissi) ein WM-Finale erreichen.
Im Mai 1996 gewann er die afrikanische Olympiaqualifikation durch Finalsieg gegen den Marokkaner Mohamed Achik, Bronzemedaillengewinner der Olympischen Spiele 1992. Somit startete er im Federgewicht bei den 26. Olympischen Sommerspielen von Atlanta 1996, schied jedoch bereits im ersten Kampf gegen den Kubaner Lorenzo Aragón (6:9) aus.
Im Juni 1997 gewann er nach einer Hilfspunktniederlage im Finale gegen den Türken Serdar Yağlı (2:2+), die Silbermedaille im Federgewicht der 13. Mittelmeerspiele in Bari. Im September 1999 gewann er im Federgewicht die 7. Panafrikanischen Spiele in Johannesburg.  
Daraufhin nahm er im September 2000 noch an den 27. Olympischen Sommerspielen in Sydney teil, verlor dort jedoch erneut im ersten Kampf gegen Jeffrey Mathebula aus Südafrika (5:10).
2001 bestritt er drei Profikämpfe in Australien, die er jedoch verlor.